# 宇宙基本法
宇宙基本法（うちゅうきほんほう、平成20年5月28日法律第43号）は、日本における宇宙開発・利用の基本的枠組みに関する日本の基本法（法律）である。

## 概要
内閣に宇宙開発戦略本部を設け、宇宙開発の推進にかかる基本的な方針、宇宙開発にあたって総合的・計画的に実施すべき施策を宇宙基本計画として策定する。宇宙開発戦略本部の本部長は内閣総理大臣であり、副本部長として、内閣官房長官および宇宙開発担当大臣が充てられることとなる。

## 構成
- 第1章 総則（第1条―第12条）
- 第2章 基本的施策（第13条―第23条）
- 第3章 宇宙基本計画（第24条）
- 第4章 宇宙開発戦略本部（第25条―第34条）
- 第5章 宇宙活動に関する法制の整備（第35条）
- 附則

### 目的
かつての米ソ冷戦時代は、両国主導で宇宙開発が推進されてきたのに対し、冷戦後はヨーロッパ・中華人民共和国・インドなどが、独自の宇宙開発を発展させている。かつて海洋を制した大国が世界を制したように、宇宙空間や月面の利用は、大国間のパワーバランスを大きく左右する。また、衛星の製造・運用・ロケットの打ち上げなどが民間に移管され、国際市場を通じた調達が一般化しているなど、グローバル化も進んでいる。
一方、日本の宇宙開発の基本方針は、本法案の策定時点では文部科学省の宇宙開発委員会で定められていた。これは旧科学技術庁が推進してきた実用目的の宇宙開発と、東京大学に端を発する宇宙科学研究が、省庁再編で文部科学省に統合されたことによる。このため、日本の宇宙開発は主に新技術の開発と実用化、宇宙科学の研究といった視点から進められてきた。この結果、多額の税金を投入して開発した技術であっても商業的な競争力が乏しく、衛星やロケットは日本政府以外からはほとんど受注できていなかった。日本国内の企業であっても、外国から衛星を購入し、外国のロケットで打ち上げている（実際には、衛星メーカーがロケット打ち上げごと契約することが多い）など、日本の宇宙開発が必ずしも国民生活の向上や経済の発展に貢献できていない現状にあった。
このような状況から、日本における宇宙開発のリーダーを文部科学省から内閣総理大臣に移し、国家的な宇宙開発戦略を推進する体制を構築することが、本法の目的である。
また、情報収集衛星の打ち上げ運用の開始など、国際情勢の変化を受け、それまで昭和44年（1969年）国会決議により、軍事以外の目的（「平和の目的」）に限定されていた宇宙開発・利用の制限を、明示的に緩和した。

## 審議経過
2005年2月、自由民主党の河村建夫を中心に勉強会「国家宇宙戦略立案委員会」を結成。同年10月、自民党に宇宙開発特別委員会を設置。2006年4月、宇宙開発特別委員会による中間報告「新たな宇宙開発利用制度の構築に向けて　平和国家日本としての宇宙政策」が取りまとめられた。2007年6月20日、自民党と公明党による与党プロジェクトチーム座長の額賀福志郎らにより、衆議院に議員立法の法案として、第166回国会（常会）に提出された。
その後、法律案は継続審議となっていたが、同じく「宇宙基本法検討プロジェクトチーム｣（座長:野田佳彦）を設立し、宇宙基本法の成立を目指していた民主党と与野党協議の末、2008年4月に基本合意。第166回国会に提出した法案を撤回し、第169回国会（常会）に衆議院内閣委員長提案とした。同年5月13日に衆議院本会議で可決。同年5月21日に、参議院本会議にて、自民党、公明党、民主党等の賛成多数で可決、成立した。同年5月28日に公布された。同年8月27日から施行された。

## 特色

### 宇宙開発戦略本部の設置
従来、宇宙開発は文部科学省、経済産業省、国土交通省といった省庁がそれぞれ実施してきた。本法では新たに宇宙開発担当大臣（内閣総理大臣の命を受けて、宇宙開発利用に関し内閣総理大臣を助けることをその職務とする国務大臣）を置くことが定められており、内閣総理大臣を本部長、官房長官と宇宙開発担当大臣を副本部長とする宇宙開発戦略本部を設置する（29条）。また、宇宙開発戦略本部の本部員には国務大臣全員を充てる（30条）。

### 宇宙局の設置
当初は、日本版NASAとも呼べる宇宙局（仮称）を内閣府に設置し、文部科学省に代わって日本の宇宙開発政策を立案するとされていた。結局、宇宙局の設立は実現しなかったが、2012年7月12日に、宇宙開発の企画立案と省庁間調整を行う宇宙開発戦略推進事務局と、宇宙開発の予算、企画、開発進捗、安全確保などの重要事項を調査・審議する宇宙政策委員会が内閣府の下に設置された。

### 宇宙基本計画の策定
宇宙開発戦略本部は、国の宇宙開発の基本方針、総合的な施策と計画を定めた宇宙基本計画を策定する。

### 宇宙開発と安全保障
「宇宙の平和利用に関する国会決議」が日本の宇宙開発を非軍事目的に制限しているのに対し、本法では平和目的の基準を国際条約と日本国憲法に置いており、さらに目的のひとつとして「国際社会の平和・安全の確保、我が国の安全保障に資する」ことを明記している。国会決議と本法では「宇宙の平和利用」についての考え方に差があることから、本法は「宇宙の軍事利用を可能にする法律」であると大々的に報道される結果となった。

### 民間宇宙開発の推進
前述のような、日本の宇宙開発が必ずしも産業として成功していない現状に対して本法では、国が開発した技術を円滑に企業化し、国際競争力を強化して産業を振興することが明記された。また、民間企業が独自に宇宙開発事業を行うことを促進し、国の技術や施設を民間企業に提供するほか、税制や金融を通じて民間宇宙開発への投資を容易にすることが明記された。

### 地方公共団体等との協力
国だけでなく、地方公共団体にも自主的な宇宙開発への努力義務を定めた。また国と地方公共団体、大学、民間企業等が協力して宇宙開発を推進していくことが明記された。

### JAXAの見直し
附則において、宇宙航空研究開発機構（JAXA）その他の宇宙開発機関について見直しを行うことが明記された。JAXAは文部科学省所管の国立研究開発法人だが、他にも省庁ごとに宇宙開発を所管する法人が存在することから、宇宙基本計画に合わせて見直すとされた。

## 宇宙の軍事利用
上記のように本法は、日本の宇宙開発を国家戦略として位置付け、国の全機関、地方自治体、民間企業が戦略的に宇宙利用を推進し、国民生活や経済に役立てることを目的としている。しかし、多くの議論や報道は「軍事利用の解禁」に集中している。
日本が批准している宇宙関連条約は、宇宙空間の軍事利用を禁止していない。これは、地球上と同じく宇宙においても国家活動が軍事的か非軍事的かを厳密に判定することは不可能であり、国連憲章で禁止された侵略行為にあたらない防衛的な活動を国際法で禁止することができなかったためである。また、条約は大量破壊兵器の軌道上配備は禁止しているが、その他の兵器（例えば地上に通常爆弾を打ち込む衛星や、他の衛星を攻撃する兵器）は禁止していない。
本法は国際条約に基準を置いているため、上記のような宇宙兵器は禁止していない。また、専守防衛の解釈として「専ら他国領土を攻撃することを目的とした兵器」は禁止されているが、そうではない「防衛的な宇宙兵器」の保有は許されるとも解釈できる。